# Caroline Moore

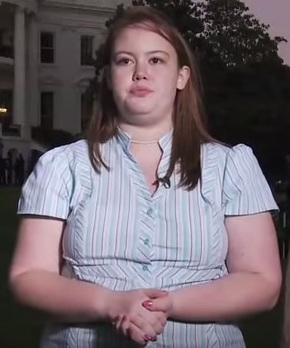
Caroline Moore (2009)

Caroline Moore – amerykańska astronomka amatorska. W wieku 14 lat 7 listopada 2008 odkryła supernową SN 2008ha, była wówczas najmłodszą osobą, która kiedykolwiek dokonała takiego odkrycia (dwa lata później jej rekord został pobity przez 10-letnią Kathryn Aurorę Gray, która w 2010 odkryła supernową SN 2010lt). Swojego odkrycia Moore dokonała w prywatnym obserwatorium Puckett Observatory specjalizującym się w poszukiwaniu supernowych.
3 lipca 2009 Moore odkryła drugą supernową SN 2009he.